# Admitansa
U elektrotehnici, pri analizi kola jednosmerne struje pogodno je da se uvede veličina recipročna otpornosti, koja je naziva provodnost. Odgovarajuća definicija se može dati i kod kola sa naizmeničnim strujama. Dakle, recipročna vrednost impedanse, koja predstavlja količnik fazora struje i napona naziva se admitansa. Merna jedinica admitanse je simens (simbol S). Oliver Heaviside skovao je izraz admitansa u decembru 1887.
Admitansa je definisana kao:
{\displaystyle Y\equiv {\frac {1}{Z}}}
gde je {\displaystyle Y} — admitansa (merna jedinica simens) i {\displaystyle Z} — impedansa (merna jedinica om).
Otpor je mera protivljenja da struja u kolu bude stabilna, dok impedansa uzima u obzir ne samo otpor, već i dinamičke efekte (poznate kao reaktansa). Isto tako, admitansa nije samo mera s kojom sturja može stabilno da teče nego i dinamički efekt materijala susceptanse koja vodi do polarizacije:
{\displaystyle Y=G+jB}
gde je {\displaystyle Y} — admitansa (merna jedinica simens), {\displaystyle G} — konduktansa (merna jedinica simens) i {\displaystyle B} — susceptansa (merna jedinica simens), dok je {\displaystyle j^{2}=-1}.

## Konverzija iz impedanse u admitansu
Impedansa {\displaystyle Z} sastavljena je od realnih i imaginarnih delova:
{\displaystyle Z=R+jX}
gde je {\displaystyle R} — otpornost (merna jedinica om) i {\displaystyle X} — induktivni otpor (merna jedinica om).
{\displaystyle Y=Z^{-1}={\frac {1}{R+jX}}=\left({\frac {1}{R^{2}+X^{2}}}\right)\left(R-jX\right)}
Pošto je impedansa kompleksna veličina, admitansa je takođe kompleksna veličina. Ona se takođe može predstaviti preko svog modula i argumenta kao:
{\displaystyle Y=G+jB}
gde je {\displaystyle G} provodnost, a {\displaystyle B} susceptansa, koji su dati kao:
{\displaystyle {\begin{aligned}G&=\Re (Y)={\frac {R}{R^{2}+X^{2}}}\\B&=\Im (Y)=-{\frac {X}{R^{2}+X^{2}}}\end{aligned}}}
Veličina i faza admitanse dati su kao:
{\displaystyle {\begin{aligned}\left|Y\right|&={\sqrt {G^{2}+B^{2}}}={\frac {1}{\sqrt {R^{2}+X^{2}}}}\\\angle Y&=\arctan \left({\frac {B}{G}}\right)=\arctan \left(-{\frac {X}{R}}\right)\end{aligned}}}
gde je {\displaystyle G} — provodnost (merna jedinica simens) i {\displaystyle B} — susceptansa (merna jedinica simens).